# (8764) Gallinago
(8764) Gallinago (1109 T-2) – planetoida z pasa głównego asteroid okrążająca Słońce w ciągu 3,73 lat w średniej odległości 2,4 au. Odkryta 29 września 1973 roku.